# Петрівський Тарас Степанович
Тара́с Степа́нович Петрі́вський (нар. 3 лютого 1984, Стрий) — український футболіст, захисник. Найбільш відомий виступами за «Карпати», у структурі яких знаходився понад десять років і провів понад сто матчів у чемпіонаті.

## Біографія
Тарас Петрівський народився 3 лютого 1984 року у Стрию. Із другого класу середньої школи він почав займатися футболом у стрийській ДЮСШ. В дитинстві перші тренери Тараса Володимир Воробець і Василь Бігун пробували його практично на всіх позиціях окрім воротарської, але доволі швидко прийшли до висновку, що найбільше користі він приносить у центрі оборони. Саме як центрального захисника Петрівського у восьмому класі зарахували у львівське Училище фізичної культури, яке він закінчив у 2001 році.

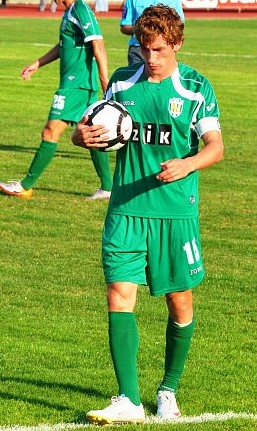
Тарас Петрівський під час виступів за «Карпати» 1 серпня 2010 року

В УФК Тарас був одним із лідерів команди, підтвердженням чого є неодноразові запрошення до юнацьких збірних України різних вікових категорій. Звернули увагу на здібного хлопця і тренери «Карпат» і одразу після закінчення УФК Петрівський прийняв пропозицію приєднатись до клубу, про що мріяв ще з дитинства.
У «Карпатах» Тарас пройшов шлях від третьої команди «Галичина-Карпати» до основного складу, в якому дебютував у сезоні 2004/05 року, коли «зелено-білі» грали в Першій лізі. Але того року львівський клуб не зміг повернутись у Вищу лігу й лише наступного сезону «Карпати» вийшли в елітний дивізіон вітчизняного футболу, чому посприяв і Петрівський, який зіграв у 18 матчах чемпіонату.
19 листопада 2006 року дебютував у Вищій лізі в матчі проти одеського «Чорноморця». У тому ж сезону забив і перший гол в еліті влучним пострілом з-за меж карного майданчика «Дніпра», коли «Карпати», поступаючись по ходу зустрічі 0:2, у підсумку зуміли привезти з Дніпропетровська нічию — 2:2.
За словами воротаря команди Юрія Мартищука, був єдиним із 18 футболістів, хто не знав про домовленість щодо здачі скандального матчу 2008 року «Металіст» — «Карпати».
2010 року допоміг команді зайняти п'яте місце в чемпіонаті і вперше у XXI столітті вийти в єврокубки, де дебютував і Петрівський. Наступного сезону команда повторила свій успіх.
Після того як у жовтні 2011 року «Карпати» покинув головний тренер Олег Кононов, Петрівський утратив місце в команді й виступав переважно за молодіжну команду, тому влітку 2012 року він покинув команду на правах вільного агента.
У липні 2012 року підписав контракт із російським першоліговим клубом «Волгар» (Астрахань).
Із 2014 по 2015 рік грав за «Ниву». 2 лютого 2016 року отримав статус вільного агента у зв'язку з розпуском тернопільської команди.

## Особисте життя
Одразу після закінчення УФК, Петрівський поступив на факультет менеджменту організації Львівської комерційної академії. Із 2008 року одружений з дівчиною Іриною, від якої має сина Данила.
Полюбляє грати у великий теніс.